# Освалдо де Олівейра
Освалдо де Олівейра (порт. Oswaldo de Oliveira, нар. 5 грудня 1950, Ріо-де-Жанейро) — бразильський футбольний тренер.

## Кар'єра тренера
Освалдо де Олівейра ніколи не грав у футбол на професійному рівні. Він здобув вищу освіту в галузі фізичної культури. У 1990-ті роки працював з Вандерлеем Лушембургу на посаді тренера з фізичної підготовки в «Сантусі» і «Корінтіансі».
Самостійну кар'єру в статусі головного тренера Освалдо почав в січні 1999 року в «Корінтіансі». У тому ж році він завоював перші трофеї, вигравши Лігу Паулісту і чемпіонат Бразилії. У 2000 році «Корінтіанс» виграв Клубний чемпіонат світу з футболу. Освалдо покинув клуб в червні того ж року.
Молодий фахівець продовжив кар'єру в «Васко да Гамі» в липні 2000 року, і вивів клуб у фінал Кубка Жоао Авеланжа 2000 року і Кубка Меркосур. Однак у фіналах цих турнірів команду очолював Жоель Сантана, оскільки де Олівейра покинув команду після бійки з президентом клубу Еуріко Мірандою.
Далі Освалдо очолював «Флуміненсе», з яким вийшов у півфінал чемпіонату в 2001 році. У 2002 році він тренував «Сан-Паулу», в якому грали зірки такого масштабу, як Рікардіньо, Рожеріо Сені і Кака. Однак у тому році чемпіоном став «Сантус». Залишив команду із Сан-Паулу у 2003 році. Пізніше тренував «Фламенго», «Сантус», «Віторія» (Салвадор) та інші клуби. Також він провів один сезон в чемпіонаті Катару, очолюючи місцевий «Аль-Аглі».
У чемпіонаті Бразилії 2006 року він тренував «Крузейру», а також керував «Флуміненсе». Освалдо де Олівейра вивів команду на п'яте місце, а після його відходу команда ледве врятувалася від вильоту в останньому турі.
У 2007 році Освалдо був найнятий японською командою «Касіма Антлерс». Після поганого старту, в якому команда відіграла п'ять матчів без перемог і займала 15-е місце, Освалдо зумів її реанімувати, побивши рекорд з дев'яти перемог поспіль і вигравши чемпіонат Японії тричі поспіль. На початку 2008 року команда з Касими під проводом де Олівейри також виграла Кубок Імператора, це досягнення було повторено в сезоні 2010 року. У 2011 році він виграв лише японський Кубок Ліги, пішовши з клубу в грудні того ж року.
5 грудня 2011 року було офіційно оголошено про призначення Освалдо де Олівейри тренером «Ботафогу». 9 грудня 2013 року, після завершення чемпіонату Бразилії, в якому клуб зайняв четверте місце, тренер розірвав контракт з клубом за взаємною згодою.
16 грудня 2013 року призначений головним тренером «Сантуса». Контракт підписаний до кінця грудня 2014 року. 2 вересня 2014 року звільнений зі свого поста. Замість нього цю посаду обійняв Ендерсон Морейра.
16 грудня 2014 року Освалдо підписав контракт з «Палмейрасом» до 31 грудня 2015 року. Таким чином, він став першим тренером, який працював з усіма чотирма провідними клубами Сан-Паулу і Ріо-де-Жанейро.
20 серпня 2015 року Освалдо був призначений тренером «Фламенго», повернувшись до клубу через 12 років. На той момент команда була на 13-му місці з 23 очками. 27 листопада 2015 року розірвав контракт з клубом за взаємною згодою.
26 квітня 2016 року Освалдо був призначений тренером «Спорт Ресіфі». 11 жовтня 2016 року «Спорт» оголосив про розставання з тренером. Гостьовий матч 30-го туру чемпіонату Бразилії 12 жовтня 2016 року, програний «Шапекоенсе» (0:3), став останнім для Освалдо на цій посаді. Наступником де Олівейри в Ресіфі став Даніел Пауліста.
14 жовтня 2016 року призначений (втретє) головним тренером «Корінтіанса». 15 грудня 2016 року, по закінченні сезону 2016, Освалдо покинув команду.
11 січня 2017 року де Олівейра був найнятий катарським «Аль-Арабі»; Освальдо повернувся в Катар через 12 років після відходу з «Аль-Аглі», проте пішов з посади через три місяці і повернувся до Бразилії.
26 вересня 2017 року призначений головним тренером «Атлетіко Мінейро». Контракт підписаний до кінця сезону 2018. Втім Освальдо був звільнений з команди вже 9 лютого 2018 року після ряду поганих результатів на початку сезону і суперечки з журналістом з радіостанції.
19 квітня 2018 року де Олівейра підписав контракт з японським клубом «Урава Ред Даймондс». 2019 року залишив японську команду, після чого деякий час знову очолював тренерський штаб «Флуміненсе».

## Титули і досягнення

### Командні
«Корінтіанс»
- Чемпіон Бразилії: 1999
-  Ліга Пауліста: 1999
- Клубний чемпіон світу: 2000

 «Сан-Паулу»
-  Ліга Пауліста: 2002

 «Касіма Антлерс»
- Чемпіон Японії: 2007, 2008, 2009
- Кубок Імператора: 2007, 2010
- Кубок Джей-ліги: 2011
- Суперкубок Японії: 2009, 2010

 «Ботафого»
- Ліга Каріока: 2013

 «Урава Ред Даймондс»
- Кубок Імператора: 2018

### Особисті
- Тренер року Джей-Ліги: 2007, 2008, 2009